# Tiaja ventura
Tiaja ventura är en insektsart som beskrevs av Paul W. Oman 1941. Tiaja ventura ingår i släktet Tiaja och familjen dvärgstritar. Inga underarter finns listade i Catalogue of Life.